# Daïra de Mansourah
Pour les articles homonymes, voir Mansourah.
La daïra de Mansourah est une daïra d'Algérie située dans la wilaya de Tlemcen et dont le chef-lieu est la ville éponyme de Mansourah.

## Localisation
La daïra est située au centre-ouest de la wilaya de Tlemcen.

## Communes de la daïra
La daïra de Mansourah est composée de quatre communes : Aïn Ghoraba, Beni Mester, Mansourah et Terny Beni Hdiel.

Localisation de la daïra dans la Wilaya de Tlemcen

## Biodiversité
Cette daïra abrite une forêt et aire protégée et réserve de chasse comme celles de la forêt de Zéralda à Alger, de Oggaz à Mascara, d'Aïn Ghoraba à Tlemcen, d'Aïn Maabed à Djelfa et enfin de la réserve de biosphère de Réghaïa.